# Sutton (Nebraska)
Sutton ist eine Stadt (City) im Clay County im Süden von Nebraska, Vereinigte Staaten. Das U.S. Census Bureau hat bei der Volkszählung 2020 eine Einwohnerzahl von 1.447 ermittelt.

## Geschichte
Sutton wurde 1871 von einem Siedler namens Luther French gegründet und nach Sutton (Massachusetts) benannt. Das Postamt öffnete 1872 und die Bahnstation wurde 1873 fertiggestellt.
In Sutton stehen mit dem Isaac Newton Clark House von 1877 und dem Gerichtsgebäude von 1917 (Clay County Courthouse) zwei Gebäude die im National Register of Historic Places eingetragen wurden.

## Geografie
Die Stadt liegt zwischen dem Village Saronville im Westen und Geneva im Osten.
Die nächstgelegenen größeren Städte sind Hastings (46,5 km westlich) und Lincoln (112,5 km östlich).

## Verkehr
Der Ort ist vom Norden über die Interstate 80 und vom Osten über die U.S Highway 81 zu erreichen, die beide in der unmittelbaren Nähe vorbeiführen. Mitten durch den Ort führt eine Eisenbahnlinie und am Ortsrand verläuft der U.S. Highway 6. 
Der nächstgelegene Flugplatz ist der Hastings Municipal Airport.